# Grammatobothus pennatus
Grammatobothus pennatus är en fiskart som först beskrevs av Ogilby, 1913.  Grammatobothus pennatus ingår i släktet Grammatobothus och familjen tungevarsfiskar. Inga underarter finns listade i Catalogue of Life.